# Афера Бърнард Мейдоф
Аферата „Бърнард Мейдоф“ e финансова пирамида в САЩ, организирана от Бърнард Мейдоф. Според предварителни изчисления на финансови специалисти, това е най-голямата финансова измама в историята. До краха ѝ компанията на Мейдоф е работила повече от 40 години.
Броят на „ужилените“ варира от един до три милиона, в това число стотици финансови институции, включително и централни банки, като „потъналите“ пари на вложителите във финансовата пирамида възлизат на около 64,8 милиарда щатски долара.

## Предистория
Фирмата на Мейдоф Madoff Investment Securities се счита за една от водещите маркетмейкъри.
До избухването на аферата Madoff Investment Securities се приема за един от най-надеждните и печеливши инвестиционни фондове в САЩ, който предлага на инвеститорите постоянно висока печалба – около 12 – 13% годишно. Много инвеститори са убедени, че фирмата Madoff Investment Securities се справя добре на фондовия пазар, понеже има достъп до инсайдерска (вътрешна) информация. Сред клиентите на Madoff Investment Securities са много хедж фондове, банки, благотворителни организации и физически лица, главно знаменитости. През 2008 г. в притежание на Madoff Investment Securities са инвестиционни активи на стойност 17 милиарда долара. Притокът на нови клиенти разсейва опасенията на някои експерти, че е възможно да има разклащане на доверието на инвеститорите в Madoff Investment Securities, като заверките и проверките на експерт-счетоводителите и одиторите не откриват някакви по-значими нередности в дейността и управлението на фирмата.

## Разобличаване
На 10 декември 2008 г. Мейдоф прави самопризнание пред синовете си Андрю и Марк, че неговият бизнес не е „нищо друго освен една голяма лъжа“ по схемата Понци. Изплащаният дивидент под формата на печалба на клиентите на инвестиционния фонд в размер на 10 – 13% годишно, с обещания за по-високи стойности, е нереален и ефимерен, и че е дошъл часът на истината за това. Синовете на Мейдоф предават тази информация на властите. На следващия ден след самопризнанието Федералното бюро за разследване арестува Мейдоф, като след 5 дни по разпореждане на федералната съдебна власт са запорирани всички сметки и активи на инвестиционния фонд.
Разследващите установяват, че инвестираните средства в инвестиционния фонд през последните 13 години не се ползват по предназначение в нарушение на закона. Фактът моментално повлиява на финансовите пазари, като влошава инвестиционния климат и задълбочава световната финансова криза през месеците ноември и декември 2008 г. В този момент няколко крупни инвеститора искат от Madoff Investment Securities да осребри незабавно инвестираните във фонда собствени средства в размер на 7 милиарда долара, но това се оказва невъзможно поради несъстоятелността на Madoff Investment Securities. В резултат на тези драматични събития на всички става ясно, че Madoff Investment Securities е финансова пирамида.
Впоследствие се установява, че общата задлъжнялост на инвестиционния фонд възлиза на около 50 милиарда долара. Част от инвеститорите, редица журналисти и икономисти се съмняват, че Мейдоф може да е единственият виновник за случилото се и настояват за разплитането на случая в дълбочина и цялост, като настояват за разкриването на неговите съучастници – възложители и помагачи. Американските власти установяват, че през последните 13 години инвестиционният фонд Madoff Investment Securities не е осъществявал сделки на фондовата борса, поради което не могат да намерят базата данни с информация за инвестираните от фонда средства на кредиторите му.
На 12 март 2009 г. Мейдоф се признава за виновен по всичките повдигнати срещу него 11 обвинения, включително пране на пари, измама и лъжесвидетелстване. За множеството извършени от него престъпления 71-годишният Мейдоф е осъден на 29 юни 2009 г. от съдия Дени Чин от Окръжния съд в Манхатън на общо на 150 години затвор и многомилионна доларова глоба, която така или иначе осъденият няма с какви средства да плати.

## Последствия
В резултат на колапса на най-голямата в историята финансова пирамида многомилионни загуби търпят редица големи и средни банки, финансови и инвестиционни дружества, застрахователни компании и благотворителни фондации от САЩ, Франция, Испания, Италия, Нидерландия, Швейцария. Сред най-ощетените са:
- Хедж фонд „Fairfield Sentry Ltd“ – 7,3 млрд. долара
- „Kingate Global Fund Ltd“ – 2,8 млрд.
- „Tremont Holdings Inc’s Rye Investment Management“ – около 3 млрд.
- Банкова група „Banco Santander“ (Испания) – 3,1 милиарда
- Банка HSBC – 1 милиард
- „Royal Bank of Scotland“ – 600 милиона
- Банка „BNP Paribas“ (Франция) – 460 милиона
- Бостънски благотворителен фонд „Robert I. Lappin Charitable Foundation“ – банкрутира
- Централната банка на Южна Корея – 63 милиона

Известно е и за поне 4 самоубийства на големи инвеститори, загубили средствата си.
През 2008 г. за попечител на активите на фонда е назначен опитният юрист Ървинг Пикард, който успява да върне на вложителите 14,2 милиарда долара, което е около 80% от всички загубени от тях средства. Още 3,2 милиарда долара са преведени в други страни.